# Heineken Open 2010
L'Heineken Open 2010 è stato un torneo di tennis giocato sul cemento nella categoria ATP World Tour 250 series nell'ambito dell'ATP World Tour 2010. È stata la 54ª edizione dell'Heineken Open.Si è giocato nell'ASB Tennis Centre di Auckland in Nuova Zelanda,dall'11 al 17 gennaio 2010.

## Partecipanti

### Teste di serie
| Nazionalità | Atleta                | Ranking* | Testa di serie |
| ----------- | --------------------- | -------- | -------------- |
| Spagna      | Tommy Robredo         | 16       | 1              |
| Spagna      | David Ferrer          | 17       | 2              |
| Spagna      | Juan Carlos Ferrero   | 23       | 3              |
| Spagna      | Nicolás Almagro       | 26       | 4              |
| Germania    | Philipp Kohlschreiber | 27       | 5              |
| Austria     | Jürgen Melzer         | 28       | 6              |
| Argentina   | Juan Mónaco           | 30       | 7              |
| Spagna      | Albert Montañés       | 31       | 8              |

- Ranking al 4 gennaio 2010.

### Altri partecipanti
Giocatori che hanno ricevuto la wild card nel tabellone principale:
- Daniel King-Turner
- Jose Statham
- Sébastien Grosjean

Giocatori passati dalle qualificazioni:

- Daniel Evans
- Michael Lammer
- James Lemke
- Paolo Lorenzi

Giocatori Lucky Loser:
- Iñigo Cervantes

## Campioni

### Singolare
John Isner ha battuto in finale  Arnaud Clément con il punteggio di 6–3, 5–7, 7–6(2).

### Doppio
Marcus Daniell /  Horia Tecău hanno battuto in finale  Marcelo Melo /  Bruno Soares con il punteggio di 7–5, 6–4.